# Andrea Seccafien
Andrea Seccafien, född 27 augusti 1990, är en friidrottare från Kanada. Han deltog vid olympiska sommarspelen 2016 och olympiska sommarspelen 2020.